# Cagliari Calcio
El  Cagliari Calcio  (en sard Casteddu) és un club de futbol de la ciutat de Càller a Sardenya (Itàlia).

## Història
El club va ser fundat el 20 d'agost de 1920 amb el nom de Cagliari Football Club. El 1922 es funda la Unione Sportiva Italia a la ciutat. El 1924 es fusionen ambdues entitats i formen el Club Sportivo Cagliari. El 1934 es desfà el club i neix una altra societat amb el nom de Unione Sportiva Cagliari, que el 1970 adoptarà el nom actual. Disputa els seus partits a l'Estadi Sant'Elia, inaugurat el 1970 i remodelat el 1990.
Durant els primers anys de la seva història es mantingué en categories inferiors italianes, fins que l'any 1964 aconsegueix el seu primer ascens a la Sèrie A. El club es mantingué a la màxima categoria durant dotze anys, liderats pel gran Luigi Riva. L'any 1970 aconseguí el seu major èxit esportiu amb el triomf final a l'Scudetto italià, amb Pierluigi Cera i Angelo Domenghini acompanyant el gran Riva. Des de l'any 1976 el club combinà actuacions a la Sèrie A amb les categories inferiors.

## Palmarès
- Lligues italianes: 1 (1970)

## Jugadors històrics destacats
- Enrico Albertosi
- Roberto Boninsegna
- Angelo Domenghini
- Daniel Fonseca
- Enzo Francescoli
- Mohamed Kallon
- Patrick Mboma
- Luis Oliveira
- Fabian O'Neill
- Giuseppe Pancaro
- Gigi Riva
- Franco Selvaggi
- Pietro Paolo Virdis
- Cristiano Zanetti
- Jonathan Zebina
- Gianfranco Zola

## Entrenadors
Llista cronològica dels entrenadors des de 1920.
- Gaetano Fichera (1920–21)
- Giorgio Mereu (1921–23)
- Angelo Colombo (1923–26)
- Natale Archibusacci (1926–27)
- Róbert Winkler (1927–30)
- Egri Erbstein (1930–32)
- András Kuttik (1932–34)
- Enrico Crotti (1934–35)
- Ferenc Molnár (1935)
- Roberto Orani (1935–36)
- Renato Bonello (1936–38)
- Róbert Winkler (1938–39)
- Mariolino Congiu (1939–41)[2]
- Mariolino Congiu, Enrico Corrias (1941–42)
- Mariolino Congiu (1942–46)
- Raffaele D'Aquino (1946–48)
- Róbert Winkler (1948–49)
- Armando Latella (1949–50)
- Mariolino Congiu (1950)
- Enrico Carpitelli (1950–51)
- Mariolino Congiu (1951)
- Federico Allasio (1951–54)
- Vincenzo Soro (1954)
- Carlo Alberto Quario (1954–55)
- Silvio Piola (1955–56)
- Carlo Rigotti (1956–57)
- Silvio Piola (1957)
- Mariolino Congiu (1957–58)
- Piero Andreoli (1958)
- Stefano Perati (1958–60)
- Carlo Rigotti (1960–61)
- Arturo Silvestri (1961–66)
- Ettore Puricelli (1967–68)
- Manlio Scopigno (1968–72)
- Edmondo Fabbri (1972–73)
- Giuseppe Chiappella (1973–75)
- Luigi Radice (1975)
- Luis Suárez (1975–76)
- Mario Tiddia (1976)
- Lauro Toneatto (1976–78)
- Mario Tiddia (1978–81)
- Paolo Carosi (1981–82)
- Gustavo Giagnoni (1982–83)
- Mario Tiddia (1983–84)
- Fernando Veneranda (1984–85)
- Renzo Ulivieri (1985–86)
- Gustavo Giagnoni (1986–87)
- Enzo Robotti (1987–88)
- Mario Tiddia (1988)
- Claudio Ranieri (1 juliol 1988 – 30 juny 1991)
- Massimo Giacomini (1991)
- Carlo Mazzone (1991–93)
- Luigi Radice (1993–94)
- Bruno Giorgi (1994)
- Óscar Tabárez (1 juliol 1994 – 30 juny 1995)
- Giovanni Trapattoni (1 juliol 1995 – 13 febrer 1996)
- Bruno Giorgi (1996)
- Gregorio Pérez (1 juliol 1996 – 1 gener 1997)
- Carlo Mazzone (23 octubre 1996 – 30 juny 1997)
- Giampiero Ventura (1 juliol 1997 – 30 juny 1999)
- Óscar Tabárez (1 juliol 1999 – 15 setembre 1999)
- Renzo Ulivieri (1999–00)
- Gianfranco Bellotto (2000–01)
- Giuseppe Materazzi (2001)
- Antonio Sala (2001–02)
- Giulio Nuciari (28 octubre 2001 – 23 desembre 2001)
- Nedo Sonetti (2002)
- Giampiero Ventura (1 juliol 2002 – 1 desembre 2003)
- Edoardo Reja (1 juliol 2003 – 30 juny 2004)
- Daniele Arrigoni (2004 – 30 juny 2005)
- Attilio Tesser (1 juliol 2005 – 29 agost 2005)
- Daniele Arrigoni (29 agost 2005 – 16 setembre 2005)
- Davide Ballardini (15 setembre 2005 – 8 novembre 2005)
- Nedo Sonetti (12 novembre 2005 – 30 juny 2006)
- Franco Colomba (17 desembre 2006 – 26 febrer 2007)
- Marco Giampaolo (26 febrer 2007 – 13 novembre 2007)
- Nedo Sonetti (2007)
- Davide Ballardini (28 desembre 2007 – 30 juny 2008)
- Massimiliano Allegri (29 maig 2008 – 13 abril 2010)
- Giorgio Melis (13 abril 2010 – 30 juny 2010)
- Pierpaolo Bisoli (23 juny 2010 – 15 novembre 2010)
- Roberto Donadoni (16 novembre 2010 – 12 agost 2011)
- Massimo Ficcadenti (16 agost 2011 – 8 novembre 2011)
- Davide Ballardini (9 novembre 2011 – 11 març 2012)
- Massimo Ficcadenti (11 març 2012 – 3 octubre 2012)
- Ivo Pulga (3 octubre 2012 – 30 juny 2013)
- Diego López (1 juliol 2013 – 6 abril 2014)
- Ivo Pulga (6 abril 2014 – 20 juny 2014)
- Zdeněk Zeman (20 juny 2014 – 23 desembre 2014)
- Gianfranco Zola (24 desembre 2014 – 9 març 2015)
- Zdeněk Zeman (9 març 2015 – 21 abril 2015)
- Gianluca Festa (22 abril 2015 – 12 juny 2015)
- Massimo Rastelli (12 juny 2015 – 17 octubre 2017)
- Diego López (18 octubre 2017 – 30 maig 2018)
- Rolando Maran (7 juny 2018 – 3 març 2020)
- Walter Zenga (3 març 2020 – 2 agost 2020)
- Eusebio Di Francesco (3 agost 2020 – 22 febrer 2021)
- Leonardo Semplici (22 febrer 2021 – 14 setembre 2021)
- Walter Mazzarri (16 setembre 2021 – present)